# Pont Notre-Dame
El puente [de] Notre Dame (en francés: pont Notre-Dame) es un puente de origen medieval erigido en París sobre el río río Sena. Fue construido, en su actual diseño, entre 1910 y 1914, aunque el primer puente con ese nombre se remonta al siglo XV.
En 1999, quedó incluido dentro de la delimitación del ámbito de Riberas del Sena en París, bien declarado patrimonio de la Humanidad por la Unesco.

## Historia

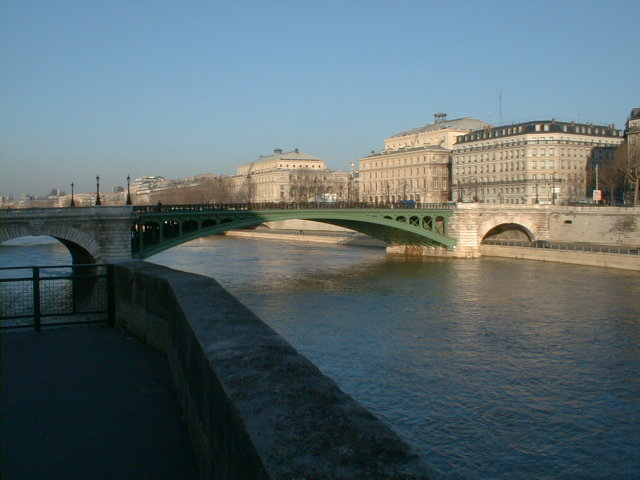
Pont Notre-Dame en la actualidad.

Es justo en su emplazamiento que fue construido el primer puente sobre París, llamado el Gran Puente (le Grand-Pont). En 886, el sitio de París y los ataques de los normandos obligaron a su destrucción. Fue remplazado por un puente de tablas de madera llamado el puente de tablas de Milbray (pont des Planches de Milbray) que se mantendría en pie hasta las inundaciones de 1406.
Fue en 1413 cuando Carlos VI hizo construir el primer puente que recibiría la denominación de Notre-Dame. Era una sólida estructura de madera que unía la Isla de la Cité (Ile de la Cité) a la calle San Martín (rue Saint-Martin) y sobre la cual se construyeron hasta 60 casas. El excesivo peso que soportaba llevó a su colapso el 28 de octubre de 1499.  Fue reconstruido por el arquitecto y fraile italiano Giovanni Giocondo pero esta vez usando piedra y dotándole de seis grandes arcos. La obra concluyó en 1507 y el puente se volvió a llenar de moradas y de tiendas. Rápidamente el sitio se convirtió en un lugar de comercio muy frecuentado. En 1660 el puente es restaurado y redecorado para la llegada a París de María Teresa de Austria hija de Felipe IV que se convertiría en Reina de Francia y de Navarra al casarse con Louis XIV en virtud del Tratado de los Pirineos.  En 1786, Pierre-Louis Moreau-Desproux restauró el puente y por orden del rey, fueron destruidas todas las casas que lo poblaban.
En 1853 fue sustituido por otro puente que usaba los mismos cimientos pero que solo poseía cinco arcos. Sus pilares fueron decorados a cada lado por una cabeza de carnero. El nuevo diseño generó graves problemas a la navegación produciéndose numerosos accidentes (cerca de 35 entre 1891 y 1910). Eso le valió el apodo del puente del Diablo (le pont du Diable).  Por ello, para facilitar el paso de los barcos y mejorar el cauce del río fueron sustituidos los tres arcos centrales por un único arco metálico central. Esa obra, realizada por Jean Résal y la empresa Daydé & Pillé fue la que se mantuvo hasta la actualidad. Fue inaugurada, en 1919 por el presidente de la República Raymond Poincaré.